# Museu Allen

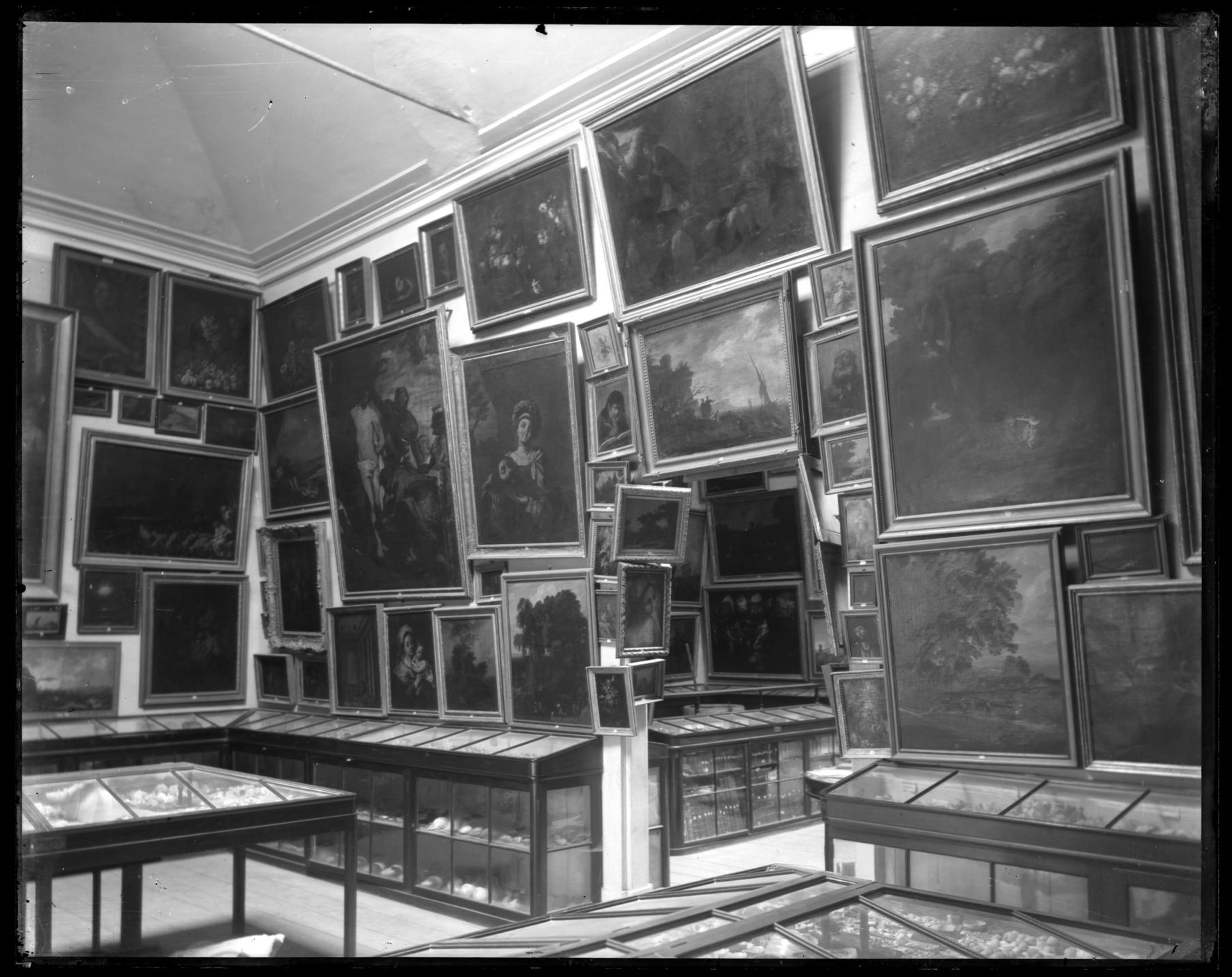
Interior do Museu Allen (1902)

O Museu Allen, também referido como Museu da Restauração e Museu Portuense da Rua da Restauração, localizava-se na freguesia de Miragaia, na cidade e Distrito do Porto, em Portugal.
Constituiu-se em uma instituição particular, depois municipal, destinada à exibição museológica de coleções de Arte, de História Natural, de Epigrafia e outras formas de colecionismo, fundada por John Francis Allen (1785-1848), um abastado negociante de vinho do Porto e colecionador, cujo acervo de obras de arte era, à época, considerado a melhor coleção particular do país.

## História
João Allen, ou João Francisco Allen como frequentemente é citado, era um negociante portuense de ascendência britânica, tendo a sua actividade centrada na exportação de vinho do Porto. Foi membro da Feitoria Inglesa e co-fundador do Banco Comercial do Porto e da Associação Comercial. Aproveitava as suas  viagens pela Europa, especialmente pela Itália, e a sua capacidade financeira para enriquecer a sua coleção particular de armas, medalhas, louças. Colecionista inveterado, reunia todo o género de objetos de arte e curiosidades, interessando-se especialmente pela pintura pintura, antiga e sua contemporânea, adquirindo telas de Vieira Portuense, de Joaquim Rafael e do pintor rococó francês Jean Baptiste Pillement, entre muitos outros. O seu museu chegou a reunir 599 telas.
Com o crescimento da coleção, a residência de João Allen mostrou-se incapaz de albergar todas as obras que possuía, e muito menos de as expor de forma adequada. Como residia no n.º 281 da Rua da Restauração, no gaveto da atual Rua Alberto Aires de Gouveia com a Rua da Restauração, em direção ao rio, terminada a conjuntura do Cerco do Porto (1832-1833), durante a qual conheceu a sorte de ver escapar incólume a sua preciosa coleção, decidiu-se construir um anexo à sua residência para nele instalar a coleção.
Esse anexo, com entrada pela Rua da Restauração, de onde o nome de Museu da Restauração que durante muitos anos lhe foi dado, começou a edificar-se em 1836 e consistia num edifício com três grandes salões iguais, cada um com 22 palmos e meio de altura, 47 de comprimento e 26 e meio de largura, recebendo luz direta por clarabóias dispostas no teto. Nele João Allen pôde finalmente albergar condignamente as suas coleções, criando condições para que fossem visitáveis.
Uma descrição do edifício do Museu Allen, acompanhada por uma ilustração da casa e anexo,  foi publicada no 2º volume da obra "Tratado de Geografia" pelo geógrafo e estudioso da cartografia antiga José de Urcullu, que entretanto se ligara matrimonialmente à família Allen.
Orgulhoso da sua colecção, João Allen disponibilizava-se para, aos domingos, franquear a porta do seu Museu a quem o desejasse visitar, servindo pessoalmente de cicerone.
Apesar de ir inicialmente enriquecendo a sua colecção, por meados da década de 1840 os negócios de João Francisco Allen começaram a não correr de feição, a que não foram alheios os abusos cometidos pror um dos seus sócios ingleses, sendo obrigado a liquidar as suas empresas para pagar dívidas. Retirou-se então para a sua Quinta de Villar d'Allen, em Campanhã, onde fizera instalar os espetaculares jardins que hoje ainda ali existem. Faleceu a 19 de maio de 1848.
Quando, dois anos mais tarde, a família resolveu vender o recheio do Museu, levantou-se na cidade do Porto um movimento de opinião que levou, a que, em 4 de abril de 1850, a Câmara Municipal do Porto viesse a adquirir o espólio. O contrato de aquisição não incluía o imóvel, mas permitia que a coleção nele ficasse instalada, graciosamente, durante um ano.
Agora propriedade municipal, a coleção reabriu ao público a 11 de abril de 1852, com o nome de Museu Portuense da Rua da Restauração, com a cooperação gratuita de Eduardo Augusto Allen, filho do fundador e irmão do futuro 1.º visconde de Vilar d'Allen.
O museu serviu também de lugar de estreia para novos artistas, como o pintor Francisco José Resende, que ali expôs pela primeira vez em setembro de 1852 para que o público formasse o seu juízo sobre a sua obra. Além disso recebia peças diversas, como foi o caso da pedra onde estão esculpidas as armas de Fernando I de Portugal, mudada da Alfândega do Porto para o Museu Allen a 29 de fevereiro de 1872, no que foi acompanhada pelo lintel contendo as armas de Manuel I de Portugal que estavam na porta do baluarte anexo àquela Alfândega.
Apesar de instalado num imóvel privado, a colecção manteve-se na Rua da Restauração, tendo começado a ser conhecida, após o falecimento em 1899 de Eduardo Allen, como Museu Municipal do Porto. Aquela instituição apenas em 1905 foi transferida para o edifício da Biblioteca Pública Municipal do Porto, no antigo Convento de Santo António da Cidade, reabrindo ao público em 1912. A residência e o museu Allen foram entretanto demolidos.
A colecção Allen veio a constituir o fundo básico do Museu Municipal do Porto, a que se acrescentaram doações e aquisições posteriores, o qual foi posteriormente incorporado no acervo do Museu Nacional de Soares dos Reis. Entre as obras que hoje ali estão expostas, traçam a sua origem à colecção do Museu Allen obras excepcionais como o Caim de Teixeira Lopes; A Flor Agreste, de António Soares dos Reis; Crucificação, de Vieira Portuense, e A Virgem e o Menino, de Frei Carlos, para além de uma notável coleção numismática.